# Frédéric Béchard
Pour les articles homonymes, voir Béchard.
Frédéric Béchard, né le 27 novembre 1823 à Nîmes et mort le 12 avril 1898 à Neuilly-sur-Seine, est un romancier, dramaturge et critique dramatique français.

## Biographie
D’une famille de robe nîmoise, Frédéric Béchard, arrivé très tôt à Paris, où son père, Ferdinand Béchard, avocat à la cour de cassation, alors député du Gard, avait acheté une charge d’avocat à la cour de cassation et au conseil d’État, il a fait ses études au lycée Henri-IV, où il a eu pour condisciples et amis le duc d’Aumale et Émile Augier. Il fait ses débuts littéraires avec un mémoire, primé par l'Académie du Gard, sur le thème de la famille. Son droit terminé, il est sous-préfet de l'arrondissement de Lectoure (1848-1849), puis de l'arrondissement de Montargis.
Après ce court passage dans l’administration, il entre dans la presse. Il collabore successivement à la Mode d’Arsène Houssaye, à la Revue de Paris, au Gaulois, au Figaro, et enfin, en parallèle, à L'Artiste et à la Gazette de France et, où il a rédigé, pendant de nombreuses années, le feuilleton dramatique du lundi, avec une réelle autorité. Entretemps, il avait donné à l’Officiel une série d’articles très remarqués sur la loi électorale.

Doyen de la presse parisienne, il a eu, sous l'Empire, son heure de célébrité, comme critique et comme auteur dramatique. Fervent boulevardier et amateur de premières, qui bataillait dans son feuilleton dramatique « comme un cuirassier dans une charge », il a écrit des romans en collaboration avec son ami Armand de Pontmartin. Sa collaboration romanesque le farouche comte Pontmartin a commencé après l’éreintement par ce dernier de ses Corbeaux du Gévaudan.

« — Vous ne pouvez vous rendre compte de la difficulté qu’il y a à écrire des romans de ce genre.
— Moi ? j'en ferais quatre par an !
— Faites-en seulement un, ce sera déjà bien gentil.
— Ah ! ah ! ah ! vous voulez rire ! Dans trois mois, je vous apporterai vos vingt mille lignes. »

Trois mois plus tard, Pontmartin dit d’un ton radouci à Béchard : « Dites donc, Béchard, quand donc vous mettrez-vous à notre roman ? À tout hasard, en voici les premiers chapitres. » Telle est la genèse des Déclassés (1856), pièce qui a fait entrer ce substantif dans le langage courant. Jusqu’alors ce mot n’était usité que comme adjectif. Sa subtantivation était due à la future duchesse de Magenta, qui avait déclaré que l’une des causes principales du paupérisme lui semblait résider dans ce fait que les individualités, au lieu de graviter dans leur sphère, cherchaient à en sortir, ajoutant : « De sorte que si le mot était français, je dirais que ces gens-là en arrivent à faire des déclassés. » Béchard qui, dans sa jeunesse, fréquentait les salons littéraires les plus élégants de Paris, dont celui de la générale de Mac-Mahon, a promis à cette dernière de le réutiliser. À quelque temps de là, après avoir publié une série de nouvelles intitulées les Existences déclassées, et en avoir tiré sa pièce, au moment  de trouver un titre pour l’affiche, il a hésité entre l’intituler simplement les Déclassés ou conserver le titre primitif. L’imprimeur a tranché la question en faveur de l’audace grammaticale, jugeant que ce mot d’« existences » allongeait inutilement le titre. Livrée le soir de la première, trop tard pour être remaniée, l’affiche disait :  Les Déclassés. La pièce réussit et le mot était lancé. Depuis lors, l’Académie française l’a admis comme substantif dans son Dictionnaire.
L’Académie française lui décerne le prix Maillé-Latour-Landry en 1890 et le prix Monbinne en 1893.
Membre de l'Académie de Nîmes en 1898, il a succombé, à l’asile Galignani, aux suites d’une paralysie, qui le privait de la faculté d’écrire, depuis près de vingt ans. Il était le frère d'Alphonse Béchard.

## Ouvrages
- Les Tribulations d'un grand homme, comédie en trois actes en prose, Paris, Pommeret et Guénot, 1847 (BNF 30075165).
- Avec Armand de Pontmartin, Les Déclassés, Vaudeville de la place de la Bourse, Paris, Michel Lévy Frères, 1856 (BNF 30075155).
- Avec Charles Lafont (d) , Le Passé d'une femme, théâtre de l’Odéon, Paris, Bourdilliat, 1859 (BNF 30715199).
- La Loi électorale, 1873.
- Jambe d'argent, 1865.
- Les Existences déclassées. Un Voyage en zigzag autour du monde. La Princesse Ruolz. Un Chapitre de l'histoire des naufrages. Le Pays d'anomalie. Le Club des habits râpés, 1860.
- Les Corbeaux du Gévaudan.
- Les Traqueurs de dot.
- L’Échappé de Paris.
- De Paris à Constantinople.
- Les Deux Lucien.
- Le Passé d’une femme, en trois actes,
- Le Testament de César Girodot.